# 王大中 (1935年)
王大中（1935年3月2日—），中国核反应堆工程与核安全专家，中国科学院院士，清华大学前校长。现任天津南开中学理事会荣誉理事长。
王大中1935年生于河北昌黎，自幼在天津求学。1953年毕业于天津市南开中学，并考入清华大学。1958年毕业于清华大学工程物理系核反应堆专业，1982年在联邦德国亚琛工业大学获自然科学博士学位。
王大中1993年当选为中国科学院院士，曾任清华大学核能技术设计研究院院长、国家863高科技计划能源领域首届专家委员会首席科学家、国务院学位委员会委员、国家核安全局专家委员会委员、北京市人民代表大会常务委员会副主任、中国科学院技术科学部主任。1994年1月至2003年4月任清华大学校长。现任职务有全国政协常委，中国科学院技术科学部主任，中国国务院学位委员会委员，中国核安全局专家委员会委员，中国核学会副理事长、清华大学校务委员会名誉主任。

## 科研及学术成就
1960年代王大中参与创建清华大学核能研究基地及屏蔽实验反应堆。1980年代，王主持建成全球第一座一体化壳式核供热堆——5兆瓦低温核供热堆，开创了中国核能供热新领域。20世纪末，王积极倡导并主持高温气冷堆的研发，2000年建成世界首座模块式球床高温气冷堆——10兆瓦高温气冷实验堆。
王大中曾获得国家科技进步一等奖、国家发明二等奖、国家发明专利金奖、香港何梁何利科学与技术进步奖等；曾获德、美、日等国发明专利；还曾荣获香港大学、香港浸会大学、澳门大学、日本早稻田大学和法国巴黎中央理工学院的名誉博士学位。2021年11月3日，獲得2020年度國家最高科學技術獎。